# Edi Hila
Edi Hila (né le 13 octobre 1944 à Shkodër) est un artiste peintre albanais.